# Martin Benjamin

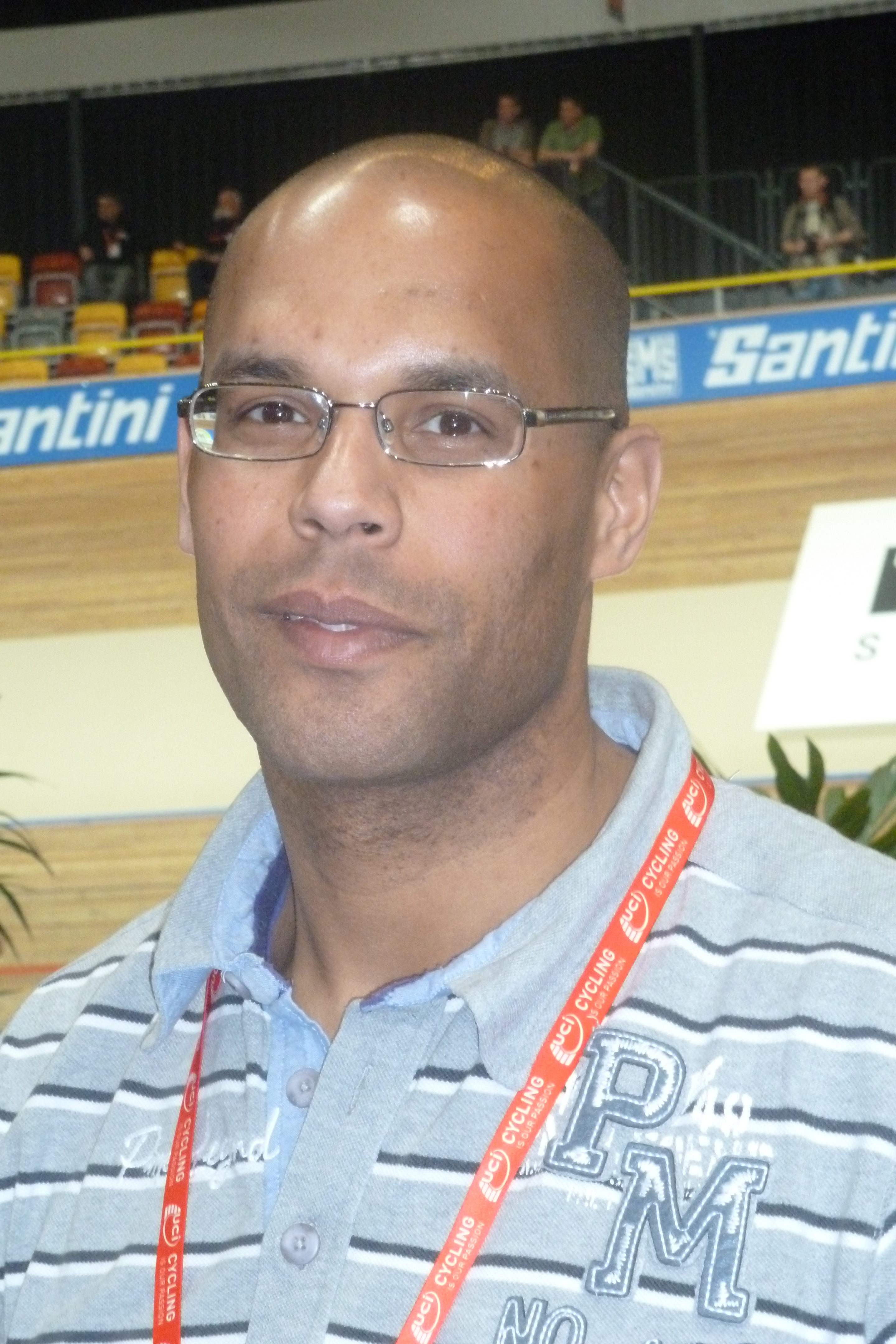
Martin Benjamin

Martin Benjamin (* 6. Mai 1977 in Haarlem) ist ein ehemaliger niederländischer Bahnradsportler.
Martin Benjamin war ein Spezialist für die Kurzzeitdisziplinen im Bahnradsport. Zwischen 1996 und 2003 wurde er fünfmal Niederländischer Meister, im Sprint, im Keirin sowie im Omnium und erreichte viele Male Plätze auf dem Podium. 2001 belegte er gemeinsam mit Teun Mulder und Theo Bos bei den Bahn-Weltmeisterschaften in Antwerpen den achten Platz im Teamsprint. 2003 beendete er seine aktive Radsport-Karriere.
Seitdem ist Benjamin in einer Amsterdamer Sportschule tätig (Stand 2014).